# Csatka
Csatka là một thị trấn thuộc hạt Komárom-Esztergom, Hungary. Thị trấn này có diện tích 17,77 km², dân số năm 2010 là 255 người, mật độ 14 người/km².